# Astus tetragonus
Astus tetragonus là một loài thực vật có hoa trong Họ Đào kim nương. Loài này được (F.Muell. ex Benth.) Trudgen & Rye mô tả khoa học đầu tiên năm 2005.